# Sito Pons

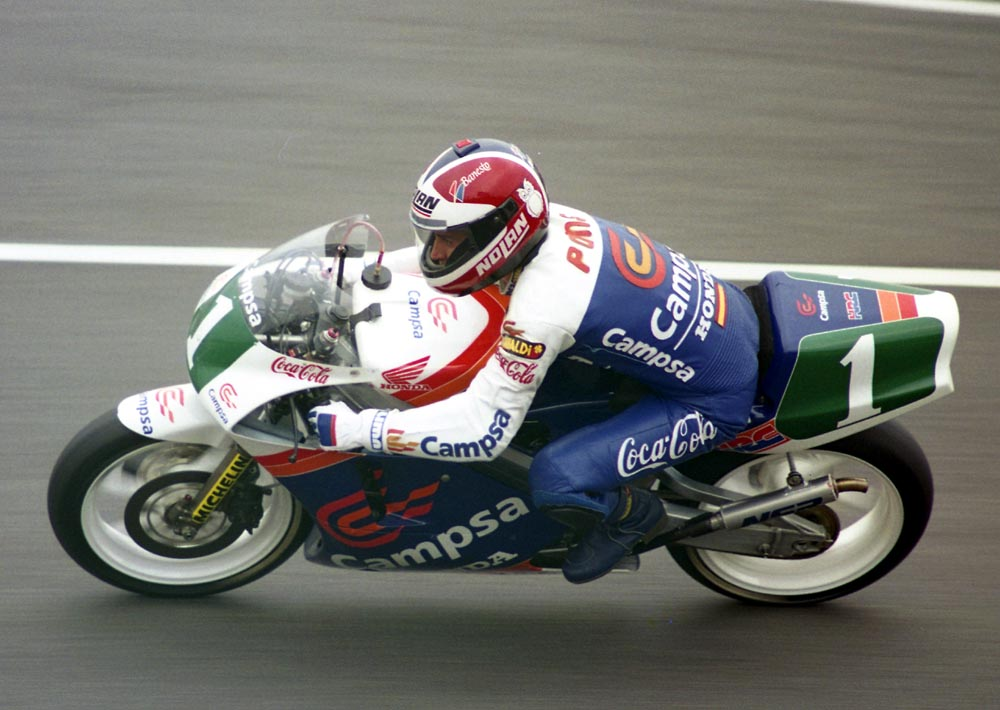
Pons, Honda, vid Japans Grand Prix 1989.

Alfonso "Sito" Pons, född 1959 i Barcelona i Spanien, är en spansk före detta roadracingförare som blev världsmästare i 250GP 1988 och 1989. Efter karriären drev han stallet Camel Pramac Pons Honda med bland andra Max Biaggi bland förarna.

## Segrar 250GP
| Nummer | Grand Prix     | År   |
| ------ | -------------- | ---- |
| 1      | Spanien        | 1984 |
| 2      | Jugoslavien    | 1986 |
| 3      | Belgien        | 1986 |
| 4      | Argentina      | 1987 |
| 5      | Spanien        | 1988 |
| 6      | Belgien        | 1988 |
| 7      | Jugoslavien    | 1988 |
| 8      | Sverige        | 1988 |
| 9      | Australien     | 1989 |
| 10     | Italien        | 1989 |
| 11     | Västtyskland   | 1989 |
| 12     | Österrike      | 1989 |
| 13     | Jugoslavien    | 1989 |
| 14     | Storbritannien | 1989 |
| 15     | Sverige        | 1989 |